# Barbonne-Fayel

Barbonne-Fayel este o comună în departamentul Marne, Franța. În 2009 avea o populație de 491 de locuitori.